# Typhonia bimaculata
Typhonia bimaculata is een vlinder uit de familie zakjesdragers (Psychidae). De wetenschappelijke naam van deze soort is voor het eerst geldig gepubliceerd in 2010 door Thomas Sobczyk & Kai Schütte.

## Type
- holotype: "female 5.XII.2006 leg. K. Schütte"
- instituut: Zoologisches Institut und Museum, Universität Hamburg, Hamburg, Duitsland
- typelocatie: "Madagascar, Fort Dauphin, Ambatotsirongorongo"

De vlinder heeft een voorvleugellengte van 16 millimeter. Op de lichtbruine voorvleugel bevinden zich een grotere en een kleinere donkere vlek. De soort komt voor in Madagaskar.